# Điểm uốn

Đồ thị hàm số y = x^{3} có một điểm uốn tại (0,0), mà cũng là một điểm dừng.

Các nghiệm, điểm chuyển hướng (turning point), điểm dừng (stationary point), điểm uốn (inflection point) và các cung lồi (lõm) của một đường cong bậc ba x^{3} − 3x^{2} − 144x + 432 (màu đen) và các đường đạo hàm bậc nhất và bậc hai của nó (tương ứng màu đỏ và lam).

Trong toán học vi phân, điểm uốn là một điểm trên đường cong phẳng khả vi liên tục, mà đường cong cắt qua tiếp tuyến của nó tại điểm này, tức là đường cong thay đổi từ cung lồi sang cung lõm hoặc ngược lại.
Nếu đường cong là đồ thị của hàm số y = f(x), thuộc lớp khả vi C2, có nghĩa là đạo hàm bậc hai của f triệt tiêu và đổi dấu tại điểm uốn. Tại một điểm mà đạo hàm bậc hai triệt tiêu nhưng không đổi dấu đôi khi được gọi là điểm chuyển động sóng (undulation point).
Trong hình học đại số, điểm uốn được định nghĩa một cách tổng quát hơn, nó là điểm thường (hay điểm chính quy, regular point) nơi tiếp tuyến tiếp xúc với đường cong có cấp ít nhất bằng 3, và điểm chuyển động sóng là nơi tiếp tuyến tiếp xúc với đường cong có cấp ít nhất bằng 4.

## Định nghĩa
Có thể định nghĩa điểm uốn của một đường cong là điểm tại đó độ cong thay đổi dấu và tồn tại một tiếp tuyến tại điểm này.
Một hàm số khả vi có một điểm uốn tại (x, f(x)) nếu và chỉ nếu đạo hàm bậc nhất của nó, f′, có điểm cực trị cô lập tại x. (điều này khác với nói rằng f có cực trị). Nghĩa là, trong lân cận của nó, x là điểm duy nhất của f′ có giá cực đại hoặc cực tiểu (địa phương). Nếu mọi điểm cực trị của f′ là điểm cô lập, thì điểm uốn trên đồ thị của f mà tại đó tiếp tuyến cắt qua đồ thị.
Điểm uốn lên là điểm uốn nơi đạo hàm bậc nhất tại đây có giá trị cực tiểu địa phương, và điểm uốn xuống là điểm uốn nơi đạo hàm bậc nhất có giá trị cực đại địa phương.
Đối với một đường cong đại số, một điểm không kỳ dị là điểm uốn nếu và chỉ nếu số bội (multiplicity) của giao điểm của tiếp tuyến và đường cong (tại điểm tiếp xúc) là số lẻ và lớn hơn 2.
Với một đường cong cho bởi phương trình tham số, một điểm là điểm uốn nếu dấu của độ cong thay đổi từ cộng sang trừ hoặc ngược lại, tức là có sự thay đổi dấu.
Đối với một hàm số khả vi hai lần, điểm uốn là điểm trên đồ thị mà tại đó đạo hàm bậc hai là điểm cô lập có giá trị bằng không và có sự thay đổi dấu.

## Điều kiện cần và đủ

Đồ thị của f(x) = sin(2x) trong đoạn −π/4 đến 5π/4; chú ý đạo hàm bậc hai của f là f″(x) = –4sin(2x). Tiếp tuyến có màu lam khi đường cong lồi (nó nằm bên trên tiếp tuyến), màu lục khi đường cong lõm (nằm bên dưới tiếp tuyến), và đỏ tại điểm uốn: 0, π/2 và π

Nếu x là điểm uốn của f thì nếu tồn tại đạo hàm bậc hai của nó, f″(x), thì tại điểm này có giá trị bằng 0, nhưng điều kiện này chưa bao hàm điều kiện đủ để định nghĩa một điểm là điểm uốn. Nó cũng đòi hỏi giá trị đạo hàm bậc lẻ thấp nhất lớn hơn 2 (bậc 3, bậc 5...) phải có giá trị khác 0 tại x. Nếu đạo hàm tại bậc thấp nhất có giá trị khác 0 là bậc chẵn, thì điểm này không thỏa mãn là điểm uốn, mà theo định nghĩa là điểm chuyển động sóng. Tuy nhiên, trong hình học đại số, cả điểm uốn và điểm chuyển động sóng được coi là điểm uốn. Ví dụ về điểm chuyển động sóng tại x = 0 của hàm f cho bởi f(x) = x4.
Định nghĩa này giả sử rằng f có các đạo hàm bậc cao khác 0 tại x, mà không nhất thiết phải là trường hợp, Nhưng nếu nó có một điều kiện như thế, nó phải tuân theo định nghĩa f′(x) phải cùng dấu trên một phía của x trong lân cận của x.  Nếu nhận dấu dương, điểm được gọi là điểm uốn lên; và dấu âm, điểm được gọi là điểm uốn xuống.
Điều kiện đủ một điểm là điểm uốn:
1) Điều kiện đủ để một điểm là điểm uốn:
Nếu f(x) là hàm khả vi liên tục k lần trong lân cận của điểm x với k là số lẻ và k ≥ 3, trong đó f(n)(x0) = 0 với n = 2,...,k − 1 và f(k)(x0) ≠ 0 thì f(x) có điểm uốn tại x0.
2) Một điều kiện đủ khác tương đương là đòi hỏi f′′(x + ε) và f′′(x − ε) là trái dấu nhau trong lân cận của x, nếu cũng tồn tại tiếp tuyến tại điểm này. (Bronshtein and Semendyayev 2004, p. 231).

## Ví dụ
{\displaystyle {f(x)}={1 \over 3}\cdot x^{3}-2\cdot x^{2}+3\cdot x}
Sau đó, đạo hàm bậc hai của hàm cho bởi:
{\displaystyle {f''(x)}={2\cdot x-4}}
Điểm chuyển hướng {\displaystyle x_{C}} thỏa mãn điều kiện cần
{\displaystyle {f''(x)}=0} tương đương
{\displaystyle {2\cdot x-4}=0}
Do đó {\displaystyle x_{C}=2}. Để xác nhận đây là điểm uốn, cần thiết phải tính đạo hàm bậc ba
{\displaystyle {f'''(x)}=2\,}
Vì {\displaystyle f\,'''(x_{C})=f'''(2)=2\neq 0} thỏa mãn điều kiện đủ, do vậy đây là điểm uốn của đồ thi hàm số. Hoặc có thể phát hiện ra điểm uốn mà không cần thực hiện tính đạo hàm bậc ba: nhận xét thấy {\displaystyle f\,''(x)=2\cdot x-4<0} đối với mọi {\displaystyle x<2} và {\displaystyle f\,''(x)=2\cdot x-4>0} đối với mọi {\displaystyle x>2} ta thấy có sự thay đổi dấu tại điểm này do vậy đây là một điểm uốn.
Tọa độ {\displaystyle y} của điểm uốn tìm được bằng cách thay {\displaystyle x=2} vào phương trình hàm số.
{\displaystyle y_{C}=f(2)={1 \over 3}\cdot 2^{3}-2\cdot 2^{2}+3\cdot 2={2 \over 3}}
Phương trình tiếp tuyến đi qua điểm uốn tìm được bằng cách: thay tọa độ {\displaystyle x_{C}} của điểm uốn (bằng 2) vào phương trình đạo hàm bậc nhất, thì sẽ nhận được giá trị độ dốc (m). Tiếp đến hằng số b trong phương trình tiếp tuyến (y = mx + b), tìm được bằng cách thay giá trị tọa độ {\displaystyle x_{C}} và {\displaystyle y_{C}} của điểm uốn vào phương trình vừa tìm được độ dốc m.
{\displaystyle f\,'(x)=x^{2}-4\cdot x+3}
{\displaystyle f\,'(2)=2^{2}-4\cdot 2+3=-1}
Phương trình tiếp tuyến tại điểm uốn: {\displaystyle y=-x+{8 \over 3}}